# Slavoj Žižek
 (mai 2012).
Si vous disposez d'ouvrages ou d'articles de référence ou si vous connaissez des sites web de qualité traitant du thème abordé ici, merci de compléter l'article en donnant les références utiles à sa vérifiabilité et en les liant à la section « Notes et références ».
Slavoj Žižek [ˈslaʋɔj ˈʒiʒɛk], né le 21 mars 1949 à Ljubljana en Slovénie, est un philosophe slovène hégélien influencé par la psychanalyse.
Formé en Slovénie et en France, il est chercheur en 2012 à l'Institut de sociologie de l'université de Ljubljana et est régulièrement invité dans des universités étrangères, particulièrement aux États-Unis (Columbia, Princeton, New School for Social Research, New York et Michigan).
Il est connu pour son utilisation des travaux de Jacques Lacan sous l'angle de la culture populaire ainsi que pour ses analyses de Hegel.
Personnalité des mouvements alternatifs slovènes, il s'est présenté en 1990 comme candidat du parti Démocratie libérale slovène (Liberalna Demokracija Slovenije, centre gauche) à la première élection présidentielle libre qui a précédé l'indépendance de son pays en 1991. Il parle couramment le serbo-croate, l'anglais, le français, l'allemand et le slovène.

## Biographie
Issu d'une famille de la classe moyenne, Slavoj Žižek étudie la philosophie à l'université de Ljubljana et obtient une licence en 1971 (philosophie et sociologie), puis une maîtrise en 1975 (The Theoretical and Practical Relevance of French Structuralism). Mais, malgré quelques promesses, il n'obtient pas de poste à l'université, son mémoire étant alors considéré comme politiquement suspect.
De 1975 à 1977, il effectue son service national et gagne sa vie grâce à des traductions de l'allemand. En 1977, cependant, il devient employé au comité central du Parti communiste slovène, rédigeant des discours pour les dirigeants du Parti. Parallèlement, il participe à un cercle d'études lacaniennes. En 1979, il obtient un poste de chercheur à l'Institut de Sociologie de l'université de Ljubljana et soutient en 1981 un doctorat en lettres (philosophie). La même année, il fait son premier séjour à Paris ; il fait la connaissance de Jacques-Alain Miller, gendre de Jacques Lacan. Par la suite, Miller lui procure un poste d'enseignement à l'université Paris VIII où il soutient un doctorat de 3e cycle en 1986. Durant cette période, il côtoie aussi François Regnault.
En 1989, Žižek obtient une reconnaissance internationale lors de la parution en anglais de son premier livre, The Sublime Object of Ideology. Depuis lors, il n'a cessé de développer son statut d'intellectuel étranger et de non-conformiste. L'un des ouvrages les plus polémiques a été The Ticklish Subject (1999) qui prend position contre les déconstructionnistes, les partisans d'Heidegger et d'Habermas, et où l'auteur s'oppose également aux sciences cognitives, à une certaine tendance du féminisme et à ce qu'il décrit comme les nouveaux « obscurantistes ».
En 1990, il se présente comme candidat du parti Démocratie libérale slovène (Liberalna Demokracija Slovenije), nouveau nom de l'organisation de jeunesse de la Ligue des communistes de Slovénie (ZKS), à la première élection présidentielle libre qui précède l'indépendance de son pays en 1991. Il arrive en cinquième position.
Žižek est reconnu comme un conférencier qui ose affronter les controverses. Son documentaire en trois parties Le Guide pervers du cinéma a été diffusé à la télévision britannique en juillet 2006. Il n'a cessé de publier dans différentes revues comme Lacanian Ink (L'Encre lacanienne) et In These Times (En ces temps-là) aux États-Unis, ainsi que dans la New Left Review ou la London Review of Books au Royaume-Uni.

En 2015, dans un entretien au quotidien Libération, il déclare :  

« je reste communiste, un communiste négatif très modeste […] Je dis bien communiste et pas socialiste, car tout le monde peut être socialiste… ».
Il ajoute : « Je n’aime pas les libéraux de gauche, les multiculturalistes qui disent : "On doit comprendre l’autre." Non, je ne veux pas comprendre l’autre, je m’en fous. »

La même année, il publie Quelques réflexions blasphématoires - islam et modernité et La Nouvelle Lutte des classes : Les vraies raisons du terrorisme et des réfugiés en 2016. Concernant la crise migratoire en Europe, il se dit refuser l'« approche humanitaire qui domine dans la gauche bien-pensante et qui moralise la situation ». Il dénonce la volonté de passer sous silence les problèmes et de nier le fait que « certains musulmans ne supportent pas nos sociétés ouvertes, tolérantes, qui défendent les droits des femmes et des homosexuels. »

### Vie privée
Après un premier mariage dans les années 1970, Slavoj Žižek a épousé la philosophe Renata Salecl (née en 1962), puis, en 2005, la mannequin argentine Analia Hounie (née en 1979).

## Philosophie
(décembre 2010).
- Si vous ne connaissez pas le sujet, laissez ce bandeau (vous pouvez alors contacter les auteurs).
- Si vous supprimez le contenu mis en cause (vous pouvez préalablement contacter les auteurs),

argumentez précisément cette suppression dans la page de discussion
(un manque de référence n'est pas un argument ; une recherche réelle de référence doit avoir été effectuée, être formellement documentée).
En plus de son travail comme interprète de la psychanalyse lacanienne, il a écrit sur divers sujets comme le fondamentalisme, la tolérance, le politiquement correct, la mondialisation, la subjectivité, les droits de la personne, le mythe, le cyberespace, le postmodernisme, le multiculturalisme, le marxisme, l'anticapitalisme ou encore sur des personnalités comme Lénine, David Lynch ou Alfred Hitchcock.
Outre Hegel et Lacan, Žižek cite souvent des philosophes français de gauche tels que Jacques Rancière, Étienne Balibar, Gilles Deleuze ou encore Alain Badiou, et a formulé une critique de Carl Schmitt.

### Formation du sujet
Žižek écrit sur les identités — son travail est largement redevable à l'explication de la formation identitaire du psychanalyste Jacques Lacan.
L'inconscient, « structuré comme un langage » (Lacan), s'oriente vers des objets particuliers du désir. De tels objets sont contingents, bien qu'ils doivent trouver leur place dans nos cadres mentaux pour que l'on puisse les désirer. Ils ont certaines qualités — un de ces êtres que l'objet nous retire. Le désir, comme le disait Luis Buñuel, est toujours un « objet obscur ».
Ces objets constituent le symptôme de l'être humain, mais ils peuvent aussi devenir son opposé : son fétiche. Pour Žižek, le fétiche est effectivement la contrepartie du symptôme ; fonctionnant comme une feinte, il structure notre vie entière dans le but de la supporter. « Le fétiche est l'incorporation d'un mensonge qui nous permet d'endurer l'insupportable vérité » ([réf. incomplète]Žižek, 2000). Ceci est le réel lui-même (dans son sens lacanien), un objet isolé (l'« objet petit a ») dont la présence, fascinante et significatrice, garantit le réel structuré, l'ordre social. Ce réel rend possible la distanciation avec la réalité quotidienne : on introduit un objet qui n'a pas de place, qui ne peut être nommé ou symbolisé d'une manière ou d'une autre. Žižek affirme que toute structure symbolique doit contenir un élément qui incorpore le moment de l'impossibilité autour duquel il est organisé. Ceci est simultanément impossible et réel (dans son effet). Le symptôme, d'un autre côté, est le retour de la vérité oppressée sous une forme différente,.
Žižek explique cet objet petit a — ce que Hitchcock appelle le MacGuffin — de cette manière :

« MacGuffin est l’objet petit a pur et simple : le manque, la remémoration du réel que produit en mouvement le mouvement symbolique de l'interprétation, un trou dans le centre de l'ordre symbolique, le seul aspect de secrets devant être expliqués, interprétés, etc. »

— Love thy symptom as thyself, Aime ton symptôme comme toi-même[réf. incomplète]

### Ontologie et politique
L'ontologie chez Žižek implique un retour à la catégorie du sujet cartésien, de l'idéologie et de la notion du réel lacanien. L'un des points centraux de Žižek, qui peut être considéré comme hégélien, est l'équivalence qu'il pose entre la singularité absolue (à distinguer du particulier) et l'universel, au lieu d'une contradiction classique. Par exemple, selon lui, le choix d'Abraham qui sacrifie son fils n'est pas celui d'un choix entre la fidélité au devoir vis-à-vis de Dieu d'un côté, ou vis-à-vis de son fils aimé de l'autre, mais au contraire un choix entre Dieu et Dieu, entre deux facettes de Dieu, l'une en tant que système universel de normes morales et l'autre en tant que singularité absolue. De même, il insiste, suivant en cela une longue tradition marxiste, sur la distinction entre classe ouvrière et prolétariat : alors que la classe ouvrière est une catégorie objective particulière (une catégorie socio-professionnelle), le prolétariat est une catégorie subjective absolument singulière, dont la libération signifie la libération de l'humanité : la libération du singulier (le prolétariat) vaut comme libération de l'universel (l'humanité). Ou encore: de Gaulle à Londres, engageant la Résistance, parle pour la France entière, et pour cette raison même divise les Français entre collabos et résistants. L'universalité ne s'oppose pas à la prise de parti singulière. Ainsi, en contraste frappant avec les principes intellectuels de la « gauche universaliste » européenne en général, et ceux qu'Habermas définit comme postnationaux, en particulier, Žižek ne ménage pas ses efforts dans sa défense claire et sans équivoque des processus pro-souveraineté et pro-indépendance ouverts en Europe. En outre, puisque le prolétariat est une catégorie subjective, n'importe quel individu, quelle que soit sa classe, peut appartenir au prolétariat, selon lui, dès lors qu'il refuse l'Ordre de l'Être comme horizon ultime de la connaissance et de l'action, prenant au contraire parti pour l'efficace de l'Evenement-Vérité (ici, il s'inspire de Badiou) irréductible à cet Ordre. Cette conception, indissolublement ontologique et politique, s'oppose à la fois à ce qu'il appelle l'« erreur du stalinisme » (le fait de croire que le prolétaire est l'ouvrier) et au dualisme de l'ami et de l'ennemi mis en œuvre par Carl Schmitt, la distinction interne à la communauté politique entre l'Ordre de l'Être et l'Evenement-Vérité prenant le pas sur le critère belliciste de Schmitt, opposant nation contre nation.
La défense de la catégorie du sujet implique tout d'abord une justification de la notion de subjectivité afin de rendre adéquate toute théorie politique descriptive. L'auteur dit, en effet, que les régimes hégémoniques fonctionnent en interpellant les individus dans leurs rôles sociaux et en les mandatant dans un cadre politique donné, de telle sorte que nous ne pouvons comprendre le fonctionnement du pouvoir sans tenir compte de la psychologie des sujets politiques. Par suite, Žižek introduit la justification de « la catégorie du sujet » : suivant Lacan. Žižek soutient que la subjectivité correspond à un manque qui résiste toujours à cette même pleine autorité, celle prescrite aux individus par les régimes hégémoniques.
Dans son déploiement de la catégorie « idéologie », Žižek s'inspire de L'Idéologie allemande de Marx, qui se concentre sur la notion de « fausse conscience ». L'aspect le plus original de Žižek reste cependant son insistance sur le modèle lacanien qui l'aide à stipuler que les motivations les plus profondes des individus sont de nature inconsciente, ce qui peut servir à démontrer que l'idéologie est devenue moins incohérente aujourd'hui en raison de son lien avec la vérité (qu'elle ferait ressortir)[réf. nécessaire].
Dans l'extension controversée sur son analyse référentielle de l'idéologie, Žižek maintient que les idéologies dominantes structurent le sens du réel des sujets. Pourtant, le réel n'est pas l'équivalent de la réalité expérimentée par les sujets comme une totalité ordonnée et chargée de sens. Selon l'auteur, le Réel indique des points sur le tissu ontologique que tissent les systèmes hégémoniques de représentation et de reproduction, bien que ces emplacements résistent à une adhésion plénière aux termes de ces systèmes, de telle sorte que des poches actives de résistances politiques peuvent ainsi apparaître.
Dans The Parallax View (2005), Žižek met en scène la confrontation entre les compréhensions idéalistes et matérialistes des différents aspects de l'ontologie. Une telle confrontation est exprimée en termes lacaniens où la prétendue capacité de l'idéaliste à théoriser le Tout s'oppose à la compréhension matérialiste qui définit un Tout apparent comme étant un non-Tout. Cette tendance à mettre en scène de pareilles confrontations a poussé à décrire ses travaux en termes paradoxaux, comme étant une « théologie matérialiste »[réf. nécessaire].
La métaphysique de Žižek est en quelque sorte une anti-métaphysique[réf. nécessaire] à cause de sa croyance au fait qu'il est absurde de théoriser le Tout puisque quelque chose restera toujours en dehors de la théorie. Cela peut là encore s'expliquer en termes lacaniens, en termes relationnels entre le Symbolique et le Réel. Pour Žižek, nous pouvons voir une personne de différentes manières, mais ces manières s'excluent mutuellement. Par exemple, nous pouvons voir quelqu'un d'éthique possédant un libre arbitre ou bien une créature biologique déterminée mais pas les deux à la fois. Ce sont les interprétations Symboliques du Réel, des manières d'utiliser le langage pour comprendre ce qu'est le non-Tout, qui ne peut ainsi être entièrement saisi par la description. Žižek signale néanmoins que le Réel n'est pas quelque chose que l'on perçoit différemment selon une considération volontaire ; Il serait plutôt le mouvement d'un avantage vers un autre, d'où « la vue en parallaxe »[réf. nécessaire].
Enfin, Žižek élude la question du relativisme en affirmant qu'il y a une coupure ontologique en diagonale dans les discours apparemment incommensurables, ce qui souligne leur intersubjectivité. Cela signifie que bien qu'il y ait de multiples interprétations Symboliques du Réel, elles ne sont pas toutes relativement "vraies". Žižek identifie ainsi deux cas du Réel : le Réel abject, qui ne peut être symbolisé, et le Réel symbolique qui comporte plusieurs signifiants ne pouvant jamais être adéquatement intégrés dans l'horizon du sens d'un sujet. La vérité se révèle en faisant transiter les contradictions : le réel est alors la différence minimale, l'espace entre le jugement infini d'un matérialisme réductionniste et l'expérience telle qu'elle est vécue.

### Réel, symbolique et imaginaire

#### Réel
Depuis Lacan, le réel ne doit pas être confondu avec la réalité. La réalité est construite symboliquement ; le réel, toutefois, c'est le noyau dur, le trauma qui ne peut être symbolisé, c'est-à-dire exprimé en mots. Le réel n'a pas d'existence positive ; il existe seulement en étant barré.
Ce n'est pas toute la réalité qui peut être démasquée comme une fiction ; seulement les choses — des points indéterminés — qui ont une relation avec l'antagonisme social, la vie, la mort et la sexualité. Ceux-ci doivent être supportés lorsque symbolisés. Le réel n'est pas une sorte de réalité derrière la réalité, mais plutôt le vide qui rend incomplète et inconsistante la réalité. C'est l'écran des fantasmes, le seul véritable écran qui tord notre perception de la réalité. La triade du symbolique-imaginaire-réel se reproduit dans chaque partie de la subdivision. Il y a donc trois modalités du réel :
- le réel symbolique : le signifiant réduit à des formules insensées, (comme en physique quantique qui, comme toute science, empoigne le réel, mais ne reproduit que des concepts à peine compréhensibles)
- le réel réel : une chose horrible, qui traduit le sens d'horreur dans les films d'horreur
- le réel imaginaire : quelque chose d'insondable qui imprègne les choses d'une trace du sublime. Cette forme est le réel devenant perceptible dans le film The Full Monty, par exemple dans le fait de dénuder les personnages sans emploi, en d'autres mots, à travers le geste de dégradation volontaire, quelque chose de l'ordre du sublime, devient visible.

La psychanalyse enseigne que la réalité (postmoderne) n'est précisément pas vue comme une narration, mais plutôt que le patient doit reconnaître, supporter et rendre fictif le noyau dur du réel dans sa propre fiction.

#### Symbolique
Le symbolique commence avec l'acquisition du langage, ils sont co-relatifs. C'est de cela seulement que les subordonnés s'inclinent devant le roi. En même temps, il y a toujours une certaine distance en direction du réel (sauf dans le cas de la paranoïa) : ce n'est seulement le cas du mendiant fou qui croit être roi, mais aussi du roi qui croit être réellement un roi. Ce dernier n'a que « mandat symbolique » d'un roi.
- le symbolique réel est le signifiant réduit à une formule insensée ;
- le symbolique imaginaire en tant que symbolique jungienne ;
- le symbolique symbolique en tant que discours et langage sensé.

L'écran comme moyen de communication dans le cyberespace : comme une interface, il nous réfère à la médiation symbolique de la communication, à un abîme entre l'émetteur et la « position de l'émetteur » (comme le surnom ou l'adresse courriel). « Je » ne coïncide jamais exactement avec le signifiant, je ne m'invente pas : mais plutôt mon existence virtuelle était dans un certain sens déjà cofondé avec l'avènement du cyberespace. Ici aussi, comme vie sociale, les réseaux symboliques circulent autour des noyaux du réel. C'est une réponse à une question de Žižek souvent posée sous la forme d'une inversion : « Il ne s'agit pas de demander si nous pouvons apprendre quelque chose du cyberespace à partir de la vie, mais plutôt si nous pouvons apprendre quelque chose de la vie à partir du cyberespace. » Ces inversions servent la psychanalyse théorique, cela ne cherche pas simplement les travaux artistiques, mais plutôt de créer une nouvelle perspective au quotidien, de renouveler un sens à l'étrangeté de la vie de tous les jours, et par l'entremise des objets de développer la théorie.
Les réseaux symboliques, c'est notre réalité (sociale).

#### Imaginaire
L'imaginaire est situé au niveau de la relation du sujet à lui-même. C'est le regard fixe de l'Autre dans le stade du miroir, l'illusoire erreur de reconnaissance, comme Lacan conclut, citant Rimbaud : « Je est un autre ». L'imaginaire est la fantaisie fondamentale qui est inaccessible à notre expérience psychique et élevé au niveau de l'écho du fantasme dans lequel nous trouvons les objets du désir. Nous pouvons ici diviser l'imaginaire en imaginaire réel (le fantasme qui suppose la place du réel), un imaginaire imaginaire (l'image/écran lui-même qui sert comme un leurre), et l'imaginaire symbolique (les archétypes de Jung et de la pensée New Age). L'imaginaire ne peut jamais être définitivement appréhendé, et ce, parce que tout discours sur lui est déjà de l'ordre du symbolique.
Selon Lacan (dans le Séminaire XX), tous les niveaux sont interconnectés sous la forme d'anneaux borroméens, c'est-à-dire comme trois anneaux reliés ensemble d'une telle façon que la déconnexion d'un des anneaux entraîne la déconnexion des autres.

### Postmodernisme
Pour Žižek, les postmodernes peuvent être caractérisés par leur trop proche distance avec le Réel. Dans l'art postmoderne (ou postmodernisme), Žižek en identifie plusieurs manifestations, comme la technique du « remplissement des écarts ». En « remplissant les écarts » et en « disant tout », ce qu'on en obtient est le vide en tant que tel, qui n'est, finalement, pas autre chose que le vide de la subjectivité (chez Lacan, le sujet barré).
Pour Žižek, la société actuelle - ou postmoderne - est basée sur le déni de l'autorité du grand Autre. Continuant les théoriciens contemporains de la société de risque qui font la promotion des libertés de choix - ou réflexibilité -, ce qui aurait remplacé l'autorité, Žižek prétend que ces théoriciens ignorent la réflexivité dans le cœur du sujet. Pour Žižek, le manque d'interdits formulés par le grand Autre dans ces conditions fait en sorte que la réflexivité inhérente au sujet se manifeste elle-même sous forme d'attachements de la sujétion, de la paranoïa et du narcissisme. Dans le but d'améliorer ces pathologies, Žižek propose le besoin d'un acte politique (comme la révolution), un acte qui modifierait les conditions de possibilité de la postmodernité (qu'il relie au capitalisme) et qui donnerait naissance à un nouveau type d'Ordre symbolique dans lequel un nouvel environnement pour le sujet serait possible.
Pour critiquer un des travers de la société postmoderne qui repose sur le déni d'autorité, Žižek part de l'exemple suivant. Dans une logique traditionnelle où l'autorité parentale ne se discute ni ne se négocie, un parent en conflit avec son enfant pour rendre visite à sa grand-mère dira : "tu y vas parce que je te l'ordonne, parce que c'est moi le parent". La logique postmoderne consisterait au contraire à se décentrer par rapport à une image autoritaire et à dire à l'enfant : "fais-moi plaisir, si tu n'y vas pas, tu vas me faire de la peine, tu vas faire de la peine à ta grand-mère". De là, Žižek déduit une idée force : dans la société actuelle, le déni d'autorité crée une multiplicité de choix, qui n'est en réalité qu'apparente : il s'agit en fait de non-choix, de fausses alternatives.

### Critiques
Une des difficultés que pose Žižek est son apparente tendance à changer au fil de ses livres, voire d'une page à l'autre, ses positions théoriques, comme sur la question de savoir si Lacan est un structuraliste ou un post-structuraliste. De ce fait, quelques critiques[Qui ?] l'ont accusé d'incohérence et souligné son manque allégué de rigueur intellectuelle. Cependant, Ian Parker affirme qu'il n'y a pas de système philosophique « žižekien », parce que l'auteur, avec toutes ses incohérences, essaie de nous faire réfléchir plus profondément sur ce que nous sommes prêts à croire et à accepter de la part d'un seul écrivain (Parker, 2004). En effet, Žižek lui-même défend Lacan pour avoir constamment révisé ses théories, expliquant que ce n'est pas le travail du philosophe que de dire ce qu'est le monde mais plutôt de mettre à l'épreuve nos propres présupposés idéologiques. Ainsi, le philosophe est pour lui plus quelqu'un qui critique que quelqu'un qui essaie de répondre aux questions[réf. nécessaire].
Žižek, qui est parfois considéré comme un philosophe-entertainer (philosophe-amuseur; philosophe-divertisseur)[Par qui ?], applique sa psychanalyse aux problèmes de la société contemporaine. Il serait possible de voir cela comme un problème puisque ces théories, parmi d'autres, ont été conceptualisées lors de situations précaires (voir l'utilisation de Žižek du terme symptôme, sinthome, etc.). Le changement, pour lui, est donc toujours vu comme un point culminant dans le symbolique, comme une « action pour traverser le fantasme ». De cette manière, il est impossible de parler d'évolution, de processus d'apprentissage et en même temps d'englober les conditions sociales et le mode d'action social.[Interprétation personnelle ?]
Commentant son livre Robespierre entre vertu et terreur (2008), le philosophe Yves Charles Zarka voit dans son « apologie de la terreur » et de l'« antihumanisme radical » la réactivation des « vieilles lunes marxistes-léninistes du siècle passé que l'on croyait définitivement oubliées ».

## Principaux ouvrages

### Thèse de doctorat
- « La Philosophie entre le symptôme et le fantasme », non publiée, thèse de troisième cycle sous la direction de Jacques-Alain Miller, Paris 8, 1986, 297 f[19]

### Ouvrages collaboratifs
- Perspectives psychanalytiques sur la politique (avec Mladen Dolar et Pierre Naveau), Navarin, 1983
- Tout ce que vous avez toujours voulu savoir sur Lacan sans jamais oser le demander à Hitchcock (Slavoj Zizek, dir.), , Navarin, 1988[20] (nouvelle édition : Capricci, 2010 [ (ISBN 9782918040101)])
- Démocratie, dans quel état ?, La Fabrique, Paris, 2009 et Éditions Écosociété, coll. « Théorie », Montréal, 2009. Avec Giorgio Agamben, Alain Badiou, Daniel Bensaïd, Wendy Brown, Jean-Luc Nancy, Jacques Rancière et Kristin Ross.
- L'Idée du communisme 1, Conférence de Londres (2009, Alain Badiou et Slavoj Žižek, dir.), Lignes, 2010. Contributions de Judith Balso, Bruno Bosteels, Susan Buck-Morss, Terry Eagleton, Peter Hallward, Michael Hardt, Minqi Li, Jean-Luc Nancy, Toni Negri, Jacques Rancière, Alessandro Russo, Roberto Toscano, Gianni Vattimo, Wang Hui, Slavoj Žižek.
- L'Idée de communisme 2, Conférence de Berlin (2010, Alain Badiou et Slavoj Žižek, dir.), Lignes, 2011. Contributions de Alain Badiou, Glyn Daly, Saroj Giri, Gernot Kamecke, Janne Kurki, Artemy Magun, Kuba Majmurek, Kuba Mikurda, Toni Negri, Frank Ruda, Bülent Somay, Janek Sowa, G. M. Tamás, Henning Teschke, Jan Völker, Cécile Winter, Slavoj Žižek.
- Collectif , préface de Heinrich Geiselberger (trad. de l'allemand par Frédéric Joly (anglais et allemand) et Jean-Marie Saint-Lu (espagnol)), L'Âge de la régression, Paris, éditions premier parallèle, 13 avril 2017, 328 p. (ISBN 979-10-94841-48-8)
- Sexualités en travaux, Paris, Ed. Michèle, 2018 (en collaboration avec Jean-Claude Milner et Juan Pablo Lucchelli).

### Ouvrages personnels
- Le plus sublime des hystériques Hegel passe, Point hors ligne, 1988 (réédition sous la direction de Laurent de Sutter et avec le sous-titre modifié: Hegel avec Lacan, Paris, PUF (collection Travaux Pratiques), novembre 2011)
- Ils ne savent pas ce qu'ils font : Le sinthome idéologique, Point hors ligne, 1990 (réédition sous la direction de Laurent de Sutter et augmentée d'une préface d'Olivier Surel dont le titre est Žižek 1990, Paris, PUF (collection Perspectives critiques), mars 2016)
- L'Intraitable Psychanalyse, politique et culture de masse, Économica, 1993 (réédition 2013)
- Essai sur Schelling : Le reste qui n'éclôt jamais, L'Harmattan, 1996
- Subversions du sujet, Psychanalyse, philosophie, politique, Presses universitaires de Rennes, 1999
- Le spectre rôde toujours : Actualité du Manifeste du Parti communiste (traduction, avant-propos, notes et postface de Laurent jeanpierre), Nautilus, 2002
- Vous avez dit totalitarisme ? Cinq interventions sur les (més)usages d'une notion, Paris, Éditions Amsterdam, 2004 (coll. « Amsterdam Poches », 2007  (ISBN 9782915547498)). Traduction de l'anglais par Delphine Moreau et Jérôme Vidal. La table des matières et l'introduction peuvent être lues sur le site de l'éditeur
- La Subjectivité à venir. Essais critiques sur la voix obscène, Flammarion, coll. « Climats », 2004 (coll. « Champs », 2006  (ISBN 9782841582662)). Recueil de textes écrits entre 1998 et 2004.
- Plaidoyer en faveur de l'intolérance, Flammarion, coll. « Climats », 2004  (ISBN 9782081205000)
- Que veut l'Europe ? Réflexions sur une nécessaire réappropriation, Flammarion, coll. « Climats », 2004 (coll. « Champs », 2007  (ISBN 9782081200760))
- Lacrimæ rerum : Essais sur Kieslowski, Hitchcock, Tarkovski et Lynch, Paris, Éditions Amsterdam, 2005 (coll. « Amsterdam Poches », 2007  (ISBN 9782915547504)). Traduction de Christine Vivier. Un large extrait de l'essai sur Lynch peut être lu sur le site de l'éditeur.
- Bienvenue dans le désert du réel, Flammarion (La bibliothèque des savoirs), 2005 (coll. « Champs », 2007  (ISBN 9782081218918)).
- Irak, le chaudron cassé, Flammarion, coll. « Climats », 2005
- La Marionnette et le nain : Le christianisme entre perversion et subversion, Le Seuil, 2006
- La Seconde Mort de l'opéra, Circé, 2006  (ISBN 9782842422196)
- Le sujet qui fâche : Le centre absent de l'ontologie politique, Flammarion (La bibliothèque des savoirs), 2007
- Au bord de la révolution Sur Lénine et la révolution d'Octobre, Éditions Aden, 2007  (ISBN 9782930402376)
- Mao, De la pratique et de la contradiction, présentation des textes sélectionnés et introduction - Mao Tsé-toung, seigneur marxiste du désordre - par Slavoj Žižek, avec en postface une lettre d'Alain Badiou et la réponse de Slavoj Žižek, Paris, La Fabrique, 2008
- Robespierre : entre vertu et terreur. Slavoj Žižek présente les plus beaux discours de Robespierre, avec introduction - Robespierre ou la "violence divine" de la terreur - par Slavoj Žižek, Paris, Stock (collection l'autre pensée), 2008
- Fragile absolu Pourquoi l'héritage chrétien vaut-il d'être défendu ?, Flammarion (La bibliothèque des savoirs), 2008  (ISBN 9782082105835) (réédition en poche, Paris, coll. « Champs » Flammarion, 2010)
- Parallaxe, Fayard (collection Ouvertures), 2008
- Organes sans corps : Deleuze et conséquences, Éditions Amsterdam, 2008
- A travers le réel (entretien avec Fabien Tarby), Nouvelles Editions Lignes, 2011
- Après la tragédie, la farce !, Flammarion (La bibliothèque des savoirs), 2010  (ISBN 9782081232198) (réédition en poche, Paris, coll. « Champs » Flammarion, 2011)
- Jacques Lacan à Hollywood, et ailleurs, Éditions Jacqueline Chambon, 2010 [ (ISBN 9782742788095)]
- Quatre variations philosophiques Sur le thème cartésien, Éditions Germina (Cercles de la philosophie), 2010  (ISBN 9782917285169)
- Variations Wagner, Caen, Éditions NOUS, 2010  (ISBN 978-2-913549-48-7)
- De la croyance, Éditions Jacqueline Chambon, 2011  (ISBN 9782742794850)
- Vivre la fin des temps, Flammarion (La bibliothèque des savoirs), 2011  (ISBN 978-2081249479)
- Comment lire Lacan, trad. de l'anglais par I. Vodoz, Caen, Éditions NOUS, coll. Antiphilosophique, 2011  (ISBN 978-2-913549-65-4) ; rééd. 2023
- Pour défendre les causes perdues, Flammarion (La bibliothèque des savoirs), 2011  (ISBN 978-2-081215-04-7)
- Violence, Au diable vauvert, 2012  (ISBN 978-2-84626-399-3)
- Lacan et ses partenaires silencieux, traduit de l'anglais par C. Vivier, Caen, Éditions NOUS, 2012  (ISBN 978-2-913549-77-7)
- Et pourtant elle tourne…, Besançon, Nessy, 2012
- Sauvons-nous de nos sauveurs (avec Srecko Horvat et préface de Alexis Tsipras), Nouvelles Editions Lignes, 2013
- Comradely Greetings: The Prison Letters of Nadya and Slavoj, London, VersoBooks, 2014 (inédit en français - seul existe un extrait de la correspondance entre Nadejda Tolokonnikova et Slavoj Žižek in Philosophie magazine n°74, novembre 2014)
- Mes blagues, ma philosophie (édité par Audun Mortensen et postface de Momus), Paris, PUF, 2014
- Métastases du jouir: Des femmes et de la causalité, Paris, Flammarion (La bibliothèque des savoirs), 2014
- Moins que rien : Hegel et l'ombre du matérialisme dialectique (préface d'Alain Badiou), Fayard (Ouvertures), 2015 (traduction légèrement modifiée par C. Vivier de Less Than Nothing: Hegel and the Shadow of Dialectical Materialism, London, VersoBooks, 2012)
- Quelques réflexions blasphématoires - islam et modernité, Jacqueline Chambon / Actes sud, 2015  (ISBN 978-2-330-05095-5)
- La nouvelle lutte des classes : Les vraies raisons du terrorisme et des réfugiés, Paris, Fayard (Essais), 2016  (ISBN 9782213701226)
- Ils ne savent pas ce qu'ils font: le sinthome idéologique, Paris, PUF, 2016.
- Comment réinventer Lénine?: Les écrits de 1917 de Lénine, Paris, Editions Aden (La petite collection), 2016

## Honneur
Depuis le 15 janvier 2024, l'astéroïde (638676) Žižek est nommé en son honneur.